# Dick Timmers Verhoeven
Samuël Gerhard (Dick, Sam) Timmers Verhoeven (Den Haag, 6 februari 1919 – Vlissingen, 18 juli 2003) was Engelandvaarder.

## Jeugd en opleiding
Hij werd geboren als zoon van Henri Louis Timmers Verhoeven en Maria Jacoba Ingenegeren. Zijn vader (†1959) was voormalig marineofficier en werd in België directeur van de Levensverzekeringsmaatschappij De Utrecht (later AMEV). Ze woonden op Rue Stévin 89 in Brussel. Hij ging daar naar de Nederlandstalige prinses Julianaschool. Daarna ging hij naar het Kennemer Lyceum in Bloemendaal. Door deze overstap zakte hij voor zijn eindexamen, waarna hij naar Tymstra in Den Haag werd gestuurd. Het eindexamen werd verstoord door de meidagen van 1940, waarna alle leerlingen een diploma kregen.

## Oorlogsjaren

### Brussel
Na die woelige meidagen van 1940 ging Timmers Verhoeven op 5 augustus weer naar zijn ouderlijk huis in Brussel. Het bleek dat het huis verlaten was en dat zijn ouders naar het Zuiden gevlucht waren, net als ongeveer 200.000 Belgen. De secondaire wegen van Noord-Frankrijk waren vol vluchtelingen, die regelmatig door Duitse stuka's werden beschoten. In Bordeaux konden ze mee met een schip dat naar Engeland ging, maar een 6de zintuig waarschuwde zijn moeder, waarna het schip zonder hen vertrok. Het kwam niet in Engeland aan.
Toen Timmers Verhoeven zag dat zijn ouders vertrokken waren, ging hij naar het kantoor van zijn vader en kreeg daar een huissleutel en een voorschot van 4.000 BEF, een deel van het achterstallige salaris van zijn vader. Hij werd verzekeringsinspecteur bij een dochtermaatschappij van De Nederlanden van 1845.
Zijn ouders reisden van Bordeaux naar Zuid-Frankrijk, waar zijn moeder ziek werd. Ze besloten toch terug te gaan en op 22 september 1940 waren ze weer in Brussel waar ze hun zoon in hun huis aantroffen.
In 1942 werd het Comité tot steun van Nederlandse Oorlogsslachtoffers in België opgericht om onderduikers en Engelandvaarders te helpen aan eten, onderdak en valse papieren. Het was een samenwerking tussen de heer Nolle (alias meneer Albert en meneer Marius), de predikant ds. A.G.B. ten Kate en vele anderen. Nolle werd in juli 1943 gearresteerd, zijn werk werd voortgezet door Paul van Cleef (alias meneer Paul, Van Caneghem en Mertens) en Henri Vleeschdrager, die al tweemaal uit een rijdende trein was ontsnapt.
In 1943 sloten de universiteiten in Nederland waarna veel studenten naar Engeland wilden gaan. Een deel van hen werd gastvrij opgevangen in de Rue Stévin.

### Engelandvaart
Timmers Verhoeven was patriot. Voor hem werd het steeds duidelijker, dat hij vanuit België niet kon helpen zijn land te bevrijden. Hij moest naar Engeland, en over zee werd steeds moeilijker. Ter voorbereiding deed hij alvast een Berlitz-cursus Spaans. In 1943 wilde hij met een vriend uit Antwerpen vertrekken, maar hij stelde zijn vertrek uit toen zijn moeder een angstaanval kreeg. Toen zij weer beter was, was zijn vriend vertrokken. Drie maanden later arriveerde hij in Engeland.
In de Rue Stévin logeerden eind 1943 drie Engelandvaarders: Ferry Staverman, Chris van Oosterzee (familie van ds. ten Kate) en Gijs den Besten. Timmers Verhoeven sloot zich bij hen aan, want twee aan twee reizen was beter dan een groepje van drie. Van Oosterzee had voor goede valse papieren gezorgd en op 7 januari vertrokken Staverman en Den Besten per trein naar Parijs waar ze door het verzet werden opgevangen. Op 14 januari 1944 vertrokken Timmers Verhoeven en Van Oosterzee naar het Zuiden. Timmers Verhoeven had geregeld dat hij een baantje kreeg als boekhouder bij een firma in Dieppe, vlak bij de Atlantik Wall. Ook zij gingen met de trein naar Parijs. Bij de Franse grens werden de papieren gecontroleerd en door de Duitsers goed gekeurd. In Parijs moesten ze zich melden bij een contactpersoon van de Dutch-Paris-ontsnappingslijn, die hen verwees naar Hôtel de l'Observatoire, het adres waar Staverman en Den Besten waren. Het zou enkele weken duren eer hun nieuwe valse papieren klaar waren. De tijd werd gedood met het bezoeken van kleine restaurants en andere Nederlanders.
Eind januari waren de valse documenten gereed en op 3 februari vertrok het groepje, waarbij zich inmiddels Han Langeler (student indologie), Vic Lemmens en twee andere Nederlanders hadden aangesloten, naar Toulouse. In de overvolle trein zaten ze in de restauratiewagon, verspreid over enkele tafels. Timmers Verhoeven en Vic Lemmes, die geen Frans sprak, zaten tegenover twee Duitsers. Na het eten keerden ze terug naar hun wagon. De volgende ochtend kwam de trein om 8 uur op het Station Toulouse-Matabiau aan. Ze werden naar een klein restaurant gebracht, "Chez Emile", kregen te eten en konden kennis maken met andere Nederlanders die onderweg naar Spanje waren.
Palot werd hun gids en bracht de groep naar de stoptrein die naar Cazères ging. Daar brachten ze de nacht door in een leegstaand huis, waar  Mireille, hun tweede gids, hen opwachtte. Iedere gids nam de helft van de groep mee. Met auto's werden ze naar een verzamelplaats ten Noorden van Arbas gebracht, waar een groep van ongeveer 20 Amerikanen aan hun groep werd toegevoegd. Ze moesten zich in een greppel verstoppen totdat de tocht begon. Toen ze op 5 februari om 10 uur 's avonds vertrokken, sneeuwde het en hierop waren hun schoenen niet berekend. Staverman nam Timmers Verhoevens rugzak over, zodat die een zwakke medereiziger, een uitgehongerde jood, kon ondersteunen. De tocht vorderde te langzaam en pas de volgende dag om 7 uur 's ochtends bereikten ze een berghut bij Col de Portet-d'Aspet.
Dezelfde ochtend ging de tocht verder. Het was helder weer, dus de groep was voor de Duitsers te zichtbaar. Pierre Palot vertrok met zijn groep om half 12, Mireille vertrok wat later met Timmes Verhoeven, Den Besten, Van Oosterzee en Roger Bureau. Het was Timmers Verhoevens 24ste verjaardag. Ineens sloeg Palot alarm, er werd geschoten, iedereen probeerde te vluchten. Ferry Staverman was met ongeveer 25 Engelandvaarders nog in de hut. Ze werden gearresteerd en naar de gevangenis Saint-Michel in Toulouse gebracht. Ferry Staverman en Ajaan Hijmans overleefden de oorlog niet, Lemmens en Langerer werden in de keuken te werk gesteld en wisten enkele weken later te ontsnappen.
Mireille vluchtte met zijn groep en verstopte zich achter de hutten. Hij raadde aan dat de groep alleen moest teruggaan naar het noorden, hij wilde eerst Palot zoeken. Later leidde hij Palots groep naar Spanje (hierbij zat ook Chris van Oosterzee).
De groep van Timmers Verhoeven zou dus in Frankrijk blijven. Hij had echter een bericht bij zich dat hij verstopt had in een tube tandpasta. Hij had beloofd dit in Spanje aan Eddie Hertzberger af te geven, hij wilde dus niet terug naar het noorden. Van Oosterzee wilde niet met hem mee en dus vertrok hij alleen. Den Besten kwam hem echter achterna en samen trokken ze verder. Ze staken de Route Nationale over en beklommen de bergen. Ze hadden geen kompas en geen van beiden konden ze sterren lezen. Ze vorderden langzaam, kregen bij een boerderij wat te drinken en moesten toen nog een hoogvlakte over waar de verse sneeuw ongeveer 70 cm diep was. Hun voeten raakten deels bevroren. Toen Den Besten meende Duitsers op ski's te zien, verstopte Timmers Verhoeven zijn rugzak en tube tandpasta onder een struik, waarna ze de bossen invluchtten. Ze verdwaalden en toen ze later eindelijk het gehucht Autrech bij Saint-Lary-Soulan bereikten, bleken ze dus nog in Frankrijk te zijn.
Ze werden ondergebracht in een leegstaand huis in waar ze tien dagen kampeerden. Er was een haard en genoeg hout om die aan te houden. Er werden medicijnen gebracht voor de bevroren voeten maar desondanks waren de open plekken enkele dagen later ontstoken. Den Besten werd met paard en wagen naar het ziekenhuis in Saint-Girons gebracht. Van zijn linkervoet werden twee tenen geamputeerd, de zool van zijn voet werd verwijderd en hij moest acht maanden in het ziekenhuis blijven.
Timmers Verhoeven kreeg bij de familie Ribis in Autrech onderdak, die voor hun medicijnen had gezorgd. Toen hij zich weer gezond voelde, moest hij zijn tube gaan zoeken om aan Hertzberger af te leveren. Zijn gastheer bood aan de rugzak te zoeken en kreeg goede aanwijzingen. Na twee dagen keerde hij met de rugzak terug. Begin maart nam Timmers Verhoeven afscheid van de familie Ribis. Laat die avond werd hij door een gids opgehaald die hem naar Saint-Lary-Soulan bracht. Daar werd hij de volgende ochtend opgehaald, verstopt in een aanhangwagen van een autobus, en meegenomen naar de markt in Saint-Girons. Daar stapte hij in een bus die hem naar Boussens bracht. Vandaar nam hij de stoptrein naar Toulouse, waar hij "Chez Emile" weer opzocht. Tot zijn verbazing zaten Langerer en Lemmens daar te eten, ze waren net uit gevangenschap ontsnapt door uit een vrachtauto te springen.
De drie mannen werden na het eten naar een ander adres in Toulouse gebracht en ontmoetten daar een stel Nederlanders die net aangekomen waren. Na enige dagen werd de gehele groep naar een leegstaand huis in Blagnac gebracht, waar ze een paar weken bleven. Op 24 maart werden nieuwe identiteitspapieren bezorgd en op 25 maart vertrok de groep naar de Pyreneeën, begeleid door de gebroeders André en Pierre Crampé. Allen hadden een Franse alpinopet op. De trein maakte een illegale stop in Saint-Paul, zodat ze daar konden uitstappen. Timmers Verhoevens tweede tocht door de Pyreneeën verliep voorspoediger. De groep was uitgebreid met onder meer de Canadese vlieger John Hartley Watlington en een Belgische vlieger die uit een Duits POW-kamp was ontsnapt. Vlak voor de Spaanse grens namen ze afscheid van de gidsen.
Na deze zware tocht kwam Timmers Verhoeven eindelijk in Spanje aan. Daar werd de groep gearresteerd en in een hotel in Viella ondergebracht. Ze werden uitgebreid verhoord door de Spaanse Guardia Civil en door Eddie Hertzberger, de Nederlandse ambtenaar, die voor Bureau Inlichtingen in Spanje werkte en aan wie Timmers Verhoeven de tube tandpasta kon geven.
Begin april kwam Timmers Verhoeven in Lérida aan. Daar waren meer Engelandvaarders zoals Chris van Oosterzee en een groep met Rob van Win, Wim Henneman en diens reisgezel Guus van Weezel Errens, die tien dagen eerder uit Den Haag vertrokken waren.
De reisdocumenten van Timmers Verhoeven, Klaas Conijn en Jan Weve werden afgekeurd en samen werden ze geboeid afgevoerd naar Zaragoza. Een week later werden ze overgebracht naar Kamp Miranda, waar toen ongeveer 2.500 mannen geïnterneerd waren, w.o. veel Engelandvaarders. Daar ontmoette hij onder meer Willem Tuin uit Den Haag en Hugo Wilmar, die bij zijn ouders in Brussel had gelogeerd. José Davids bezocht het kamp regelmatig namens de Nederlandse ambassade. Een maand later mocht Timmers Verhoeven het kamp verlaten. De volgende dag gingen Timmers Verhoeven, Klaas, Pim de Nerée en nog enkelen naar Madrid, waar ze in hotel Iruna werden ondergebracht. Op 14 augustus vertrok Timmers Verhoeven per trein naar Gibraltar, waar hij na twee dagen werd afgehaald door de "Tenderfood' en na 36 uren werd hij afgezet in Oran in Algerije, waar hij enkele weken in een hospitaal (WARD "M"(5) Gen. Hospital) lag en zijn memoires schreef. Op 12 oktober werden de Engelandvaarders uit Algiers opgehaald en op 23 oktober kwam hij in Glasgow aan. Nadat de elf van de Toulouse-groep op de Patriotic School waren verhoord kregen Timmers Verhoeven en Pim de Nerée een officiersopleiding aan de 123 Royal Artillery OCTU in Catterick. Daarna vertrokken ze naar Nederlands-Indië. De anderen negen werden bij de RAF ingedeeld.

## Na de oorlog
Vier keer is Timmers Verhoeven in de Pyreneeën terug geweest (o.a. in 1948 en 1979) en heeft hij de plekken bezocht waarlangs hij naar Spanje ging.
In 1952 besloot Timmers Verhoeven naar Nieuw-Zeeland te emigreren. Hij heeft zijn vader nooit meer gezien. In 1984 ontmoette hij in de flat van Ben Ubbink in Vlissingen zijn toekomstige echtgenote Marina. In 1996 schreef hij een verslag van zijn Engelandvaart.

## Onderscheidingen
- Kruis van Verdienste (KV)[1]
- Verzetsherdenkingskruis (VHK)
- Ereteken voor Orde en Vrede (OV)
- Officier in de Orde van Leopold II [7]
- Chevalier de l'Ordre National de Mérite
- Officier de l'Ordre de Mérite du Grand-Duché de Luxembourg

## Trivia
De groep Engelandvaarders waarmee Timmers Verhoeven de tweede tocht door de Pyreneeën maakte, bestond onder meer uit: Bart van Holk, Sam Timmers Verhoeven, 3 US vliegers, Klaas Conijn , Pim de Nerée tot Babberich, Han Langeler, Jan Weve, Rudy Regout, Cyril Gips, Dick Nederlof, René van der Stock, Vic Lemmens, en twee Fransmannen. Ze staan op een foto die eind maart in Viella genomen werd door de boxcamera van een van de Franse mannen.  Ook maakten anderen deel uit van de groep: John Hartley Wattlington (Engelsman uit de Bahama's, ↑1989), een Amerikaan met slechte knieën, een Belgische vlieger die uit een POW-kamp was ontvlucht.